# Akrobatka
Akrobatka (Acrobates) – rodzaj ssaków z rodziny akrobatkowatych (Acrobatidae).

## Zasięg występowania
Rodzaj obejmuje gatunki występujące endemicznie we wschodniej Australii.

## Morfologia
Długość ciała (bez ogona) 5–7,7 cm, długość ogona 6–8,1 cm; masa ciała 8–18,5 g; samce są zwykle średnio o 10% większe od samic.

## Systematyka
Rodzaj zdefiniował w 1818 roku francuski zoolog Anselme Gaëtan Desmarest w haśle o tytule Petauriste, Petaurus et Didelphys, Shaw; Phalangista, Geoffr., Cuv., Illig. opublikowanym w „Nowym słowniku historii naturalnej, stosowanym w sztuce, rolnictwie, gospodarce wiejskiej i domowej, medycynie itp.”. Gatunkiem typowym jest (oznaczenie monotypowe) akrobatka karliczka (A. pygmaeus).

### Etymologia
- Opossum: powatańska nazwa aposoum ‘białe zwierzę’ dla dydelfa (od proto-algonkiańskiego *wa·p-aʔθemwa ‘biały pies’)[11]. Gatunek typowy: Opossum opossum Perry, 1810 (= Didelphis pygmaea G.K. Shaw, 1793).
- Acrobates (Acrobata, Ascobates): gr. ακροβατoς akrobatos ‘idąc w górę’, od ακροβατεω akrobateō ‘wspinać się do góry’[12].
- Cercoptenus: gr. κερκος kerkos ‘ogon’; πτην ptēn,  πτηνος ptēnos ‘skrzydlaty’, od πετομαι petomai ‘latać’[13][14]. Gatunek typowy (oznaczenie monotypowe): Didelphis pygmaea G.K. Shaw, 1793

### Podział systematyczny
Do niedawna Acrobates był uważany za takson monotypowy bez wyraźnie określonych podgatunków lub wariantów geograficznych. Niedawne badania morfologiczne i molekularne ujawniły dwa dobrze zróżnicowane gatunki akrobatek, które w dużym stopniu pokrywają się geograficznie. Do rodzaju należą następujące gatunki:
| Grafika | Gatunek             | Autor i rok opisu | Nazwa zwyczajowa    | Podgatunki         | Rozmieszczenie geograficzne | Podstawowe wymiary                     | Status IUCN |
| ------- | ------------------- | ----------------- | ------------------- | ------------------ | --- | -------------------------------------- | ----------- |
|         | Acrobates pygmaeus  | (G.K. Shaw, 1793) | akrobatka karliczka | gatunek monotypowy | południowo-wschodni Queensland (McPherson Range i Border Range) do południowo-wschodniej Australii Południowej; nieobecny we wschodnich Wielkich Górach Wododziałowych (na południe od rzeki Wallamba; zakres wysokości: 0–1200 m n.p.m. | DC: 5–7,7 cm DO: 6–8,1 cm MC: 8–18,5 g | LC          |
|         | Acrobates frontalis | (De Vis, 1887)    |                     | gatunek monotypowy | północny Queensland do Wiktorii (z wyjątkiem śródlądowego dorzecza rzeki Murray) i południowo-wschodnia Australia Południowa; zapisy z Nowej Gwinei prawdopodobnie błędne; zakres wysokości: 0–700 m n.p.m.                              | DC: 5–7,7 cm DO: 6–8,1 cm MC: 8–18,5 g | NE          |

Kategorie IUCN:  LC  – gatunek najmniejszej troski;  NE  – gatunki niepoddane jeszcze ocenie.